# Ignacio de Arteaga y Bazán
Ignacio de Arteaga y Bazán (* 17. Februar 1731 in Aracena, Spanien; † 1783 in San Blas, Mexiko) war ein Offizier der Armada Española, der sich als Expeditionsteilnehmer und Entdecker im Pazifik einen Namen machte.

## Biografie
Arteaga wurde in Aracena geboren. Seine baskische Familie väterlicherseits ermöglichte ihm den Eintritt in die Marineakademie in Cádiz. 1747 wurde er als Gardemarin aufgenommen und erhielt nach seinem Abschluss 1754 den Rang eines Alférez de Fragata (Fähnrich zur See). Nachdem er auf verschiedenen Schiffen und an verschiedenen Orten gedient hatte, wurde er 1766 nach Havanna versetzt und erhielt sein erstes Kommando, die Schaluppe Vibora. 1767 wurde er zum Teniente de navio (Leutnant zur See) befördert.
1771 kehrte Arteaga nach Spanien zurück, um dort zu heiraten. Allerdings holte er die dafür erforderlichen königlichen und kirchlichen Genehmigungen nicht ein. Der Priester, der die Trauung durchführen sollte, lehnte dies folgerichtig ab und meldete Arteaga dem kirchlichen Gericht. Bei dem anstehenden Verfahren wurde Arteaga zu drei Jahren Haft im Gefängnis des Marinearsenals in La Carraca, Cádiz, verurteilt.
1774 kam er aus dem Gefängnis frei. Er erhielt die Erlaubnis, seine Karriere in der Marine fortzusetzen, verlor allerdings seinen Rentenanspruch und wurde in die abgelegene Marinestation San Blas an der Westküste von Neuspanien (heute Mexiko) verbannt. 1775 kam er dort an und erhielt 1779 das Kommando über eine spanische Expedition nach Alaska. Der Unternehmung waren zwei Fregatten zugeteilt, die Princesa, kommandiert von Arteaga, und die Favorita, unter Bodega y Quadra. Mit Bodega y Quadra auf der Princesa fuhren der Zweite Offizier Francisco Mourelle, der Schiffsarzt Mariano Nunez Esquivel, der Steuermann Jose Canizares und der Zweite Steuermann Juan Bautista Aguirre. Das Ziel der Expedition war es, das Vordringen der Russen in Alaska zu untersuchen, die Nordwestpassage zu finden und James Cook gefangen zu nehmen, sofern er in von Spanien beanspruchten Gewässern angetroffen würde. Arteaga und Bodega y Quadra fanden Cook allerdings nicht, da dieser bereits im Februar 1779 auf Hawaii getötet worden war.
Die beiden Fregatten segelten direkt von San Blas nach Bucareli Bay in Alaska. Die Reise, die 81 Tagen dauerte und damit relativ schnell war, ließ Zeit für weitere Erkundungen. Arteaga und Bodega untersuchten sorgfältig die bereits 1775 von Bodega entdeckte Bucareli Bay und fuhren dann nach Norden zum heutigen Port Etches auf Hinchinbrook Island, nahe dem Eingang zum Prinz-William-Sund. Während die Schiffe vor Anker lagen, ging Arteaga mit einer Gruppe Seeleuten an Land, um eine formelle Besitzergreifung des Gebietes durchzuführen. Die Offiziere und Kapläne gingen in einer Prozession an Land und errichteten ein Kreuz, während Kanonen und Musketen Salutschüsse abfeuerten. Das Te Deum wurde gesungen, gefolgt von einer Litanei und Gebeten. Nach einer Predigt wurde eine formelle Besitzurkunde erstellt und von den Offizieren und Geistlichen unterzeichnet. Arteaga nannte den Ort Puerto de Santiago zum Gedenken an den heiligen Jakobus, den Schutzpatron Spaniens, dessen Festtag auf den 25. Juli fällt. Das Ereignis von Puerto de Santiago war noch Jahre danach wichtig, da er die Grundlage für Spaniens Souveränitätsanspruch im Nordpazifik bis 61°17′N bildete.
Arteaga und Bodega erkundeten auch Cook Inlet und die Kenai-Halbinsel, wo am 2. August 1779 im heutigen Port Chatham erneut eine Besitzergreifungzeremonie durchgeführt wurde. Am 8. September begann die Rückfahrt nach San Blas aufgrund verschiedener Schwierigkeiten und Krankheiten der Crews. Obwohl die Spanier ihre Erkundungsreisen und die gemachten Entdeckungen normalerweise geheim hielten, wurde die Reise von Arteaga und Bodega y Quadra von 1779 weithin bekannt. Der französische Seefahrer Jean-François de La Pérouse erhielt eine Kopie ihrer Karte, die 1798 veröffentlicht wurde. Mourelles Tagebuch wurde 1798 von Daines Barrington in London erworben und veröffentlicht.
Nach seiner Rückkehr nach San Blas am 21. November 1779 beantragte und erhielt Arteaga eine königliche Begnadigung und einen Ersatz für seinen Rentenverlust. Wegen seiner angeschlagenen Gesundheit fuhr er nicht mehr zur See, diente aber bis zu seinem Tod im Jahr 1783 als Kommandant der Marinestation von San Blas. Kurz vor seinem Tod wurde er zum Capitán de Fragata befördert – seine erste Beförderung seit 16 Jahren. Er starb 1783 in San Blas.